# عبر النهر وبين الأشجار
عبر النهر وبين الأشجار (بالإنجليزية: Across the River and into the Trees) هى رواية من تأليف إرنست هيمنغوي، نُشِرت في 1950، بعدما نُشِرت متسلسلة في مجلة كوزموبوليتان في نفس السنة. اقتبس عنوان الرواية من آخر كلمات الجنرال ستونوول جاكسون، الذي شارك في الحرب الأهلية الأمريكية لصالح الولايات الكونفدرالية. كتب هيمنغوي الرواية في إيطاليا وكوبا وفرنسا في أواخر الأربعينيات بعد انتهاء الحرب العالمية الثانية، وبعد صدورها استقبلت الرواية آراء سيئة من النُقاد والصُحف، ومع ذلك أصبحت ضمن قائمة الكتب الأكثر مبيعاً في أمريكا لمدة 7 أسابيع، وكانت الوحيدة التي تصدرت القائمة. أمَّا الآن فيرى النُّقاد والباحثون أنَّ الرواية تعتبر إضافة هامة إلى رصيد هيمنغوي من الروايات، وتغيَّر التوجه النقدي في التعامل مع الرواية، بعد أن قابلها النُّقاد بفتور حاسم وقت صدورها.

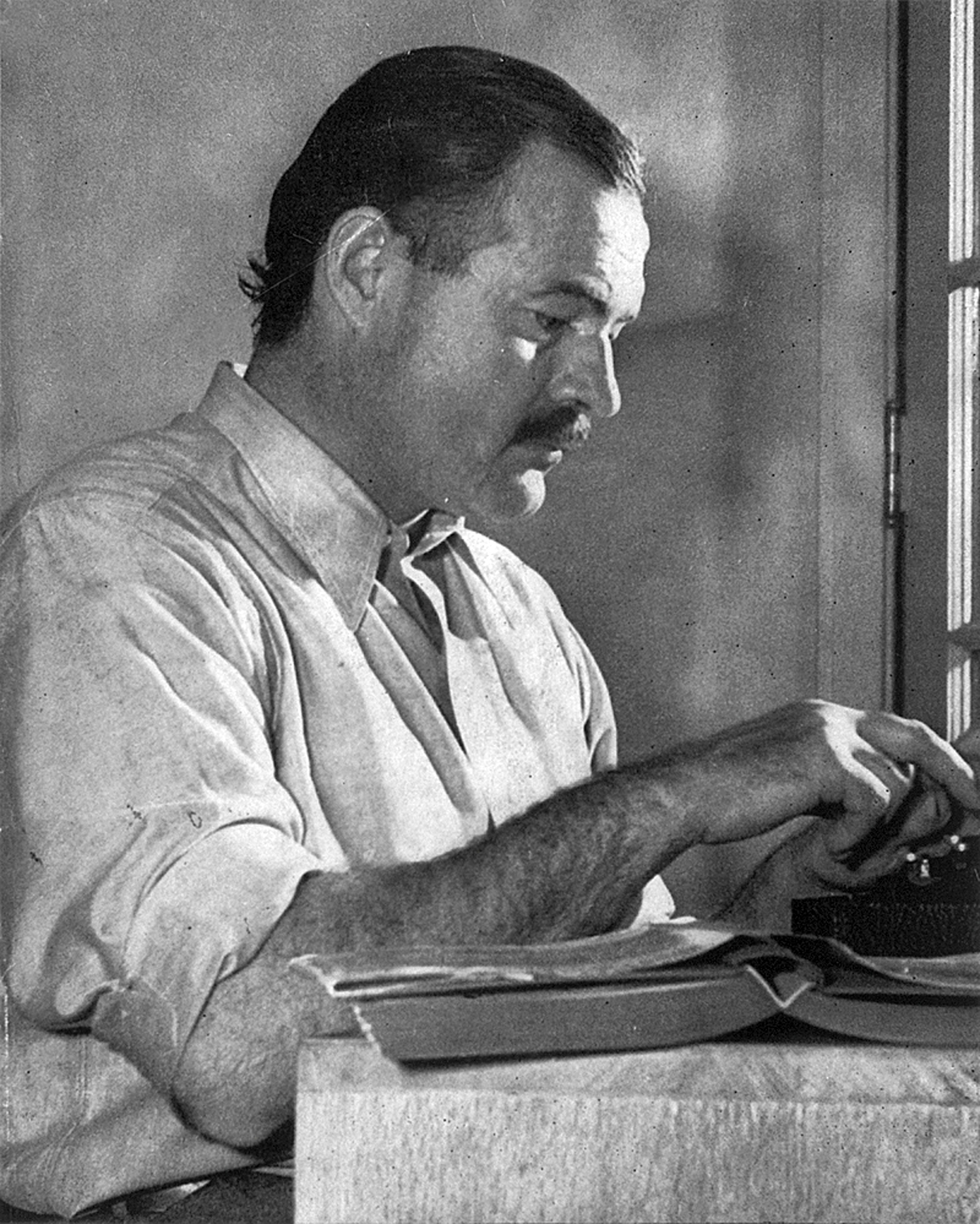
المؤلف

تبدأ الرواية بالكولونيل ريتشارد كانتويل وهو يصطاد في مدينة ترييستي الإيطالية، وفي استرجاع فني تعرض الرواية حياته السابقة وتجاربه أثناء الحرب العالمية الثانية ولقائه بـ«ريناتا» من البندقية، التي اقتبسها هيمنغوي من أدريانا إيفانيتش (الفتاة التي أحبها أثناء زيارته لإيطاليا).
موضوع الرواية المحوري هو الموت وكيفية مواجهته، ويعقد أحد النقاد مقارنة بين هذه الرواية و«الموت في البندقية» لتوماس مان. حيث يلجأ هيمنغوي في إلى استعمال الرمزيَّة بكثرة، كما في غيره من الأعمال، ويستعمل أسلوبه المعروف بنظرية الجبل الجليدي.

## الحبكة
يبدأ الفصل الأول بقصة إطارية تصور الكولونيل ريتشارد كانتويل ذو 50 عامًا، وهو يصطاد البط في بحيرة مارانو، بين البندقية وترييستي، وتجري أحداثها خلال الأيام الأخيرة من الحرب العالمية الثانية. ثم يتبين أن كانتويل لديه مرضًا قلبيًا مميتًا.
والفصل الثاني، يقدم الكتاب بشكل رئيسي من خلال استرجاع فني لخدمة الكولونيل في الجيش الملكي الإيطالي خلال الحرب العالمية الأولى، ثم خدمته في القوات البرية للولايات المتحدة خلال الحرب العالمية الثانية، حيث وصل إلى رتبة جنرال قبل أن يخفض إلى كولونيل. ويبرز المؤلف تفاصيل دقيقة عن إيطاليا، من مناظرها الطبيعية إلى مأكولاتها ومشروباتها.
وتركز الرواية على قصة حب الكولونيل والكونتيسة البندقية ريناتا ذات 18 عامًا، والتي يطلق عليها اسم ابنته. وتدرك ريناتا مرض الكولونيل المميت، وكيف تعاملت الشخصيتان مع الموت الوشيك للكولونيل. ويروى الكولونيل العديد من ذكريات الحرب على هيئة قصص يرويها لريناتا.
تنتهي الرواية بتعرض الكولونيل لسلسلة نوبات قلبية مميتة أثناء مغادرته البندقية بعد صيد البط، وفي نفس اليوم الذي بدأت فيه أحداث الكتاب. قبل وفاة الكولونيل بقليل، يروى الكولونيل لسائقه الكلمات الأخيرة لستونوول جاكسون التي استلهم منها الرواية: "لا، لا، لنعبر النهر ونستريح تحت ظلال الأشجار". وفي النهاية يظهر السائق وهو يقرأ رسالةً أعطاها له الكولونيل، تُشير إلى وجوب تسليم ممتلكاته إلى ريناتا.

## اقتباسات
- "السعادة عيد ميلاد غير ثابت التاريخ"
- "سأخد أي شيء أحبه وأركبه من أعلى جرف تراه في حياتك، ولن أنتظر حتى اسمع ارتداده"
- "عندما يتحدث الناس، أنصت جيدًا، لا تُفكّر فيما ستقوله. معظم الناس لا يستمعون أبدًا"
- "الحظ وليمة لا تبقى في مكان واحد"
- "لقد اختفى كما يتلاشى الضباب عن تجاويف الأرض المكسورة عندما تشرق الشمس، قال الكولونيل: وأنت الشمس"
- "كل ما تفعله لشخص تحبه بدافع المتعة هو الأكثر شرفًا"

## الخلفية والنشر
التقى هيمنغوي لأول مرة مع إيه. إي. هوتشنر، الذي أصبح في ما بعد صديقًا مقربًا له، في عام 1948، عندما تقاعد هوتشنر من سلاح الجو، بدأ العمل مع مجلة كوزموبوليتان. كان اسم هيمنغوي على قائمة المؤلفين الذين على هوتشنر الاتصال بهم، فذهب إلى كوبا، واتفقا على كتابة مقالة قصيرة. ولم يكتب هيمنغوي مقالًا، لكنه قدم روايته (عبر النهر وبين الأشجار) إلى هوتشنر، والتي نشرتها مجلة كوزموبوليتان على خمس دفعات. واستند هيمنغوي في كتابة شخصية بطل الرواية إلى صديقه تشارلز لانهام، مع استناد بعض مكونات الشخصية إلى السيرة الذاتية للمؤلف نفسه.
عمل هيمنغوي على الكتاب منذ عام 1949 حتى عام 1950 في 4 مناطق مختلفة: بدأ الكتابة أثناء شتاء عام 1949 في كورتينا دامبيزو، إيطاليا، ثم تابع في كوبا، وانتهى في باريس، وراجع في البندقية خلال شتاء عام 1950.
وصل إلى إيطاليا خلال خريف عام 1948 وزار فوسالتا حيث أُصيب في عام 1918. وبعد شهر، بينما كان يصيد البط مع صديق أرستقراطي إيطالي، قابل أدريانا إيفانشيتش ذات 18 عامًا. ثم ذهب هو وزوجته ماري بعد ذلك إلى كورتينا للتزلج: وكسرت كاحليها، وبدافع الملل، بدأ هيمنغوي الكتابة. ثم مرض بعدوى في عينه ونُقل إلى المستشفى. وفي الربيع، ذهب إلى فينيسيا حيث تناول الغداء مع أدريانا عدة مرات. وعاد إلى كوبا في مايو، وأجرى مراسلات مطولة معها أثناء العمل على الرواية، ثم عاد إلى أوروبا في الخريف، وأنهى المسودة في فندق ريتز في باريس. وبعد الإنتهاء، ذهب هو وزوجته ماري إلى كورتينا للتزلج: وللمرة الثانية، كسرت كاحليها وأُصيب هو بعدوى في العين. وفي شهر فبراير، نشرت مجلة كوزموبوليتان الجزء الأول من الرواية. عاد هيمنغوي إلى باريس في مارس ثم إلى كوبا، حيث أجرى التدقيق النهائي قبل النشر في سبتمبر.

## أسلوب الكتابة
بدأ هيمنغوي كصحفي وكاتب قصص قصيرة، مما علمه كيفية الحصول على أقصى استفادة ممكنة بأقل قدر، وكيف يهذب اللغة، ويضاعف الكثافة، ويقول الحقيقة بطريقة تسمح له بقول ما هو أكثر من الحقيقة. ويُعرف هذا الأسلوب باسم نظرية الجبل الجليدي حيث تطفو الحقائق الصارمة فوق السطح، بينما يعمل الهيكل الداعم متخفيًا، بكل ما يحمل من رمزية. ويُشار إلى هذا الأسلوب أحيانًا بأسلوب الإسقاط. واعتقد هيمنغوي أن الكاتب يمكنه وصف شيء واحد، بينما يحدث شيء أخر تمامًا تحت السطح.
يصف بيكر رواية (عبر النهر وإلى الأشجار) بأنها رواية شعرية غنائية، حيث يتضمن كل مشهد حقيقة تعرض عبر الرمزية.
وفقًا لمايرز، فإن أحد أمثلة الإسقاط هو أن ريناتا، مثل البطلات الأخريات في روايات هيمنغوي، تعاني من صدمة كبرى - مقتل والدها وفقدان منزلها لاحقًا - والتي لمح إليها هيمنغوي بإيجاز، حيث أن السرد المختصر لهيمنغوي يفرض على القارئ إيجاد الروابط - كما كتب ستولتزفوس: "يقود هيمنغوي القارئ إلى الجسر الذي يجب عليه عبوره بمفرده دون مساعدة الراوي".
كتبت رواية "عبر النهر وإلى الأشجار" بحيث يبدو الزمن مضغوطًا ومميزًا بين الحاضر والماضي - كما يقول أحد النقاد: "تندمج الذاكرة والزمان والمكان". لنقل الكولونيل إلى الاسترجاع الفني الممتد، يستخدم هيمنغوي كلمة "صبي" كجسر بين الحاضر والماضي. ويظل الحوار في المضارع، رغم تحولات الزمن، وتكرر كلمة "الآن" لتعزيز الوهم.

## الفيلم
في عام 2016، أُعلن عن فيلم سينمائي مستوحي من الرواية بإنتاج كريستين روجنر، وجون سمولكومب. وبدأ التصوير في مدينة البندقية بإيطاليا في 9 ديسمبر 2020، بتمثيل لييف شرايبر، وإخراج باولا أورتيز. وعرض لأول مرة في مهرجان صن فالي السينمائي في 30 مارس 2022.